# Biomedische wetenschappen

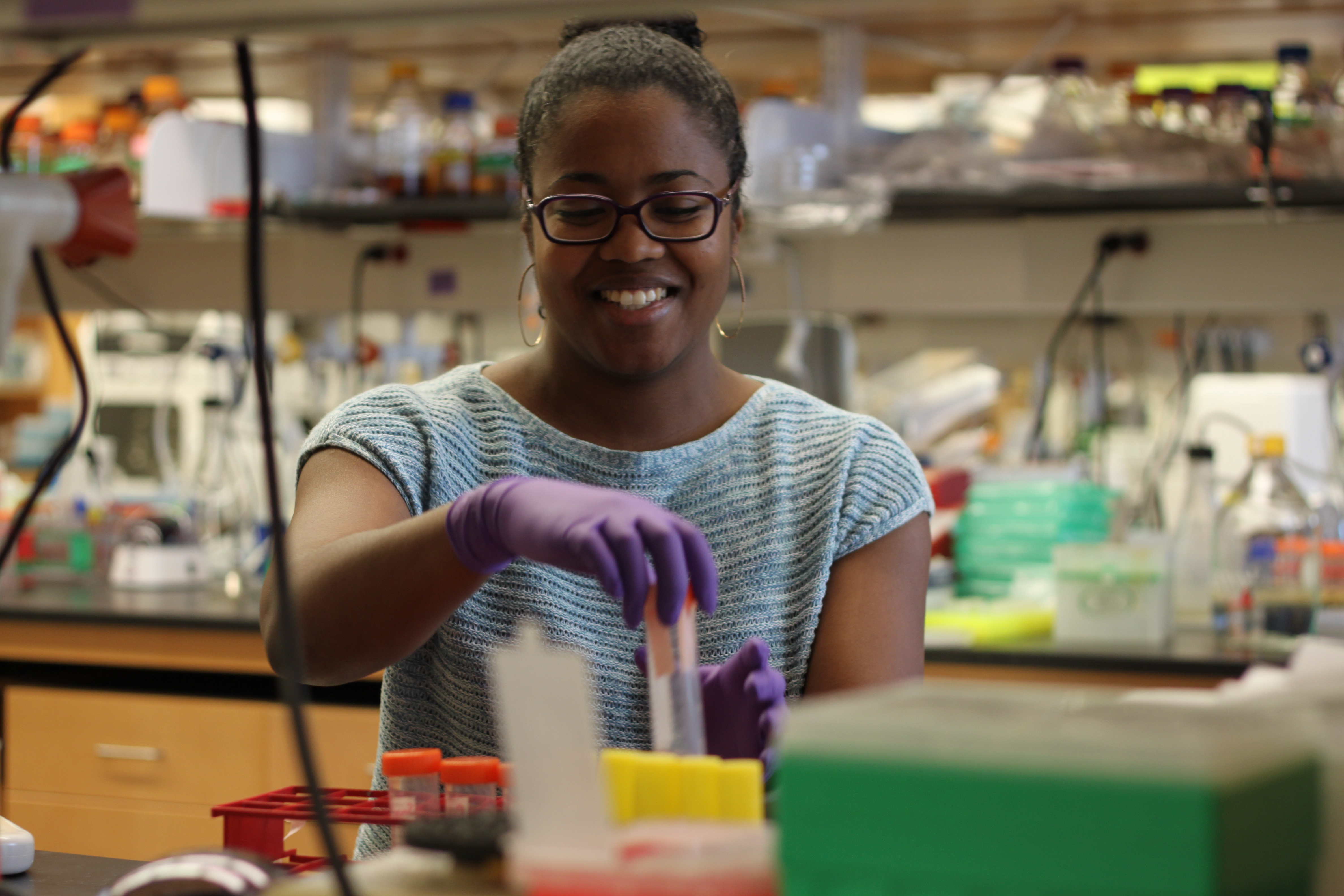
Een postdoctoraal onderzoekster voert een biochemisch experiment uit in het lab

Biomedische wetenschappen is een universitaire bachelor- en masteropleiding gericht op wetenschappelijk onderzoek ten dienste van de geneeskunde. Tijdens de opleiding biomedische wetenschappen staat kennis over de zieke en gezonde mens centraal. De wetenschap maakt gebruik van inzichten uit de medische microbiologie, genetica, immunologie, pathologie en vele andere klinische disciplines, om te begrijpen welke mechanismen aan een ziekte ten grondslag liggen.  
Een belangrijk focuspunt van de biomedische wetenschappen is de ontwikkeling van nieuwe behandelingen en medische interventies. De biomedische wetenschappen omvat een breed scala aan academische en onderzoeksactiviteiten, en onderscheidt zich van de klinische biologie, die vooral gericht is op toegepast laboratoriumonderzoek binnen het ziekenhuis.

## Profiel
Biomedische wetenschappen is geen geneeskundige opleiding, al zijn er, vooral in de bachelorjaren, wel gemeenschappelijke basisvakken: een wetenschappelijke basisvorming, met kennis van scheikunde, wiskunde, biologie (met inbegrip van genetica), milieuwetenschappen, informatica en farmacie wordt tijdens de bachelorjaren overgebracht. Daarnaast krijgt men onderwijs over de bouw, ontwikkeling en werking van het menselijk lichaam. Vanaf het derde jaar krijgen wetenschappelijke onderzoeksmethodes en -procedures aandacht. Tijdens de daaropvolgende twee masterjaren verwerft men kennis op een geneeskundig onderzoeksdomein. Men doet er origineel wetenschappelijk onderzoek en levert een masterproef af. Daarna kan men nog doctoreren in de biomedische wetenschappen.

## Afstudeerrichtingen
Door de snelle ontwikkelingen in het wetenschappelijk onderzoek, evolueren ook de verschillende biomedische afstudeerrichtingen, gegroepeerd in een drietal hoofdstromen:
- moleculaire biologie, genetica, effecten van (vreemde) stoffen op gezondheid, kankeronderzoek, neurowetenschappen
- bio-elektronica en bio-informatica: ontwikkelen van technische hulpmiddelen bij medische onderzoeken en behandelingen.
- een maatschappelijke oriëntering: medische sociologie, effecten van levenswijze op de gezondheid, medische statistiek, epidemiologisch onderzoek,...

## Universiteiten
In Nederland bestaat de opleiding onder meer in:
- Vrije Universiteit Amsterdam
- Universiteit van Amsterdam
- Universiteit Leiden
- Universiteit Utrecht
- Technische Universiteit Eindhoven
- Radboud Universiteit Nijmegen
- Rijksuniversiteit Groningen (afstudeerrichting binnen de opleidingen Biologie en Life Science & Technology)
- Universiteit Maastricht in samenwerking met UHasselt

De opleiding wordt in Vlaanderen aangeboden aan meerdere universiteiten. Door de hoge kosten, verbonden aan dit wetenschappelijk onderzoek, leggen ze elk eigen accenten, naast een algemene basisopleiding:
- Universiteit Antwerpen, waar de samenwerking met het Instituut voor tropische geneeskunde zorgt voor een extra afstudeerrichting: Tropische biomedische wetenschappen, met onder meer hiv-onderzoek.
- Vrije Universiteit Brussel was pionier in de moleculaire biologie, fertiliteitsonderzoek,...
- Universiteit Gent
- Katholieke Universiteit Leuven. De bacheloropleiding kan ook gevolgd worden op campus Kulak te Kortrijk.
- De Universiteit Hasselt in samenwerking met Universiteit Maastricht.